# CenterPoint Energy Plaza
CenterPoint Energy Plaza — небоскрёб, расположенный в Хьюстоне (штат Техас, США). Этажность небоскрёба составляет 47 этажей, высота — 226 метров. Первоначальная высота была 198 метров. Однако в 1996 году были надстроены дополнительные этажи и 6-этажное круглое отверстие, высота стала 225 метров. В здании располагается штаб-квартира одноимённой компании CenterPoint Energy. В 2003 году компания NRG Energy переехала в здание Reliant Energy Plaza, оставив 37 000 м² аренды.